# Championnats du monde de descente de canoë-kayak 1975
Navigation
Championnats du monde de descente 1973 Championnats du monde de descente 1977
Les 9e championnats du monde de descente en canoë-kayak de 1975 se sont tenus à Skopje en Yougoslavie, sous l'égide de la Fédération internationale de canoë.

## Podiums

### K1
| Rang               | Athlète           | Pays                 | Temps |
| ------------------ | ----------------- | -------------------- | ----- |
| Médaille d'or      | Jean-Pierre Burny | Belgique             |       |
| Médaille d'argent  | Michel Magdinier  | France               |       |
| Médaille de bronze | Bernd Kast        | Allemagne de l'Ouest |       |

| Rang               | Athlète                 | Pays                 | Temps |
| ------------------ | ----------------------- | -------------------- | ----- |
| Médaille d'or      | Gisela Steigerwald      | Allemagne de l'Ouest |       |
| Médaille d'argent  | Pauline Squires-Goodwin | Royaume-Uni          |       |
| Médaille de bronze | Hilary Peacock          | Royaume-Uni          |       |

| Rang               | Athlète                                                    | Pays                 | Temps |
| ------------------ | ---------------------------------------------------------- | -------------------- | ----- |
| Médaille d'or      | Peter Haas Hans Schlecht Gerhard Peinhaupt                 | Autriche             |       |
| Médaille d'argent  | Jean-Pierre Burny Jean-Claude Michiels Jean-Pierre Renglet | Belgique             |       |
| Médaille de bronze | Degenhard Pfeiffer Heini Ott Bernd Kast                    | Allemagne de l'Ouest |       |

| Rang               | Athlète                                       | Pays        | Temps |
| ------------------ | --------------------------------------------- | ----------- | ----- |
| Médaille d'or      | Peggy Mitchell Hilary Peacock Pauline Goodwin | Royaume-Uni |       |
| Médaille d'argent  | Chantal Boverie Ingrid Burny Rosine Roland    | Belgique    |       |
| Médaille de bronze | Kathrin Weiss Claire Costa Elisabeth Käser    | Suisse      |       |

### C1
| Rang               | Athlète          | Pays                 | Temps |
| ------------------ | ---------------- | -------------------- | ----- |
| Médaille d'or      | Jean-Luc Verger  | France               |       |
| Médaille d'argent  | Josef Schumacher | Allemagne de l'Ouest |       |
| Médaille de bronze | Al Button        | États-Unis           |       |

| Rang               | Athlète                                              | Pays                 | Temps |
| ------------------ | ---------------------------------------------------- | -------------------- | ----- |
| Médaille d'or      | Willi Fiedler Josef Schumacher Josef Heinz Strätmans | Allemagne de l'Ouest |       |
| Médaille d'argent  | François Bonnet Jean Gardahaut Jean-Luc Verger       | France               |       |
| Médaille de bronze | Karel Tresnak Jiri Gut Jan Cervenka                  | Tchécoslovaquie      |       |

### C2
| Rang               | Athlète                                          | Pays                 | Temps |
| ------------------ | ------------------------------------------------ | -------------------- | ----- |
| Médaille d'or      | Roland Schindler Dieter Pioch                    | Allemagne de l'Ouest |       |
| Médaille d'argent  | Pierre-François Lefauconnier Gilles Lefauconnier | France               |       |
| Médaille de bronze | Claude Bost Jean Paul Meynard                    | France               |       |

| Rang               | Athlète                                                     | Pays                 | Temps |
| ------------------ | ----------------------------------------------------------- | -------------------- | ----- |
| Médaille d'or      | Lefauconnier / Lefauconnier Bost / Meynard Silotto / Durand | France               |       |
| Médaille d'argent  | Weisker / Weisker Schindler / Pioch Scholz / Runo           | Allemagne de l'Ouest |       |
| Médaille de bronze | Wyss / Wyss Künzl / Probst Schneider / Nyffeler             | Suisse               |       |

| Rang               | Athlète                           | Pays                 | Temps |
| ------------------ | --------------------------------- | -------------------- | ----- |
| Médaille d'or      | Imgard Rose Eckehard Rose         | Allemagne de l'Ouest |       |
| Médaille d'argent  | Rosine Billet Bernard Billet      | France               |       |
| Médaille de bronze | Claudette Parisy Alain Feuillette | France               |       |

| Rang               | Athlète                                               | Pays                 | Temps |
| ------------------ | ----------------------------------------------------- | -------------------- | ----- |
| Médaille d'or      | Billet / Billet Parisy / Feuillette Roggero / Roggero | France               |       |
| Médaille d'argent  | Wagner / Brockman Habermann / Berngruber Rose / Rose  | Allemagne de l'Ouest |       |
| Médaille de bronze | Wright / MacConghy Clarke / Chamberlin Mela / Liebman | États-Unis           |       |

## Tableau des médailles
| Rang  | Nation               | Or | Argent | Bronze | Total |
| ----- | -------------------- | -- | ------ | ------ | ----- |
| 1     | Allemagne de l'Ouest | 4  | 3      | 2      | 9     |
| 2     | France               | 3  | 4      | 2      | 9     |
| 3     | Belgique             | 1  | 2      | 0      | 3     |
| 4     | Royaume-Uni          | 1  | 1      | 1      | 3     |
| 5     | Autriche             | 1  | 0      | 0      | 1     |
| 6     | États-Unis           | 0  | 0      | 2      | 2     |
| 7     | Suisse               | 0  | 0      | 2      | 2     |
| 8     | Tchécoslovaquie      | 0  | 0      | 1      | 1     |
| Total | Total                | 10 | 10     | 10     | 30    |